# Bundespolizeitrainingszentrum Kührointhaus
Koordinaten: 47° 34′ 18,7″ N, 12° 57′ 41,5″ O

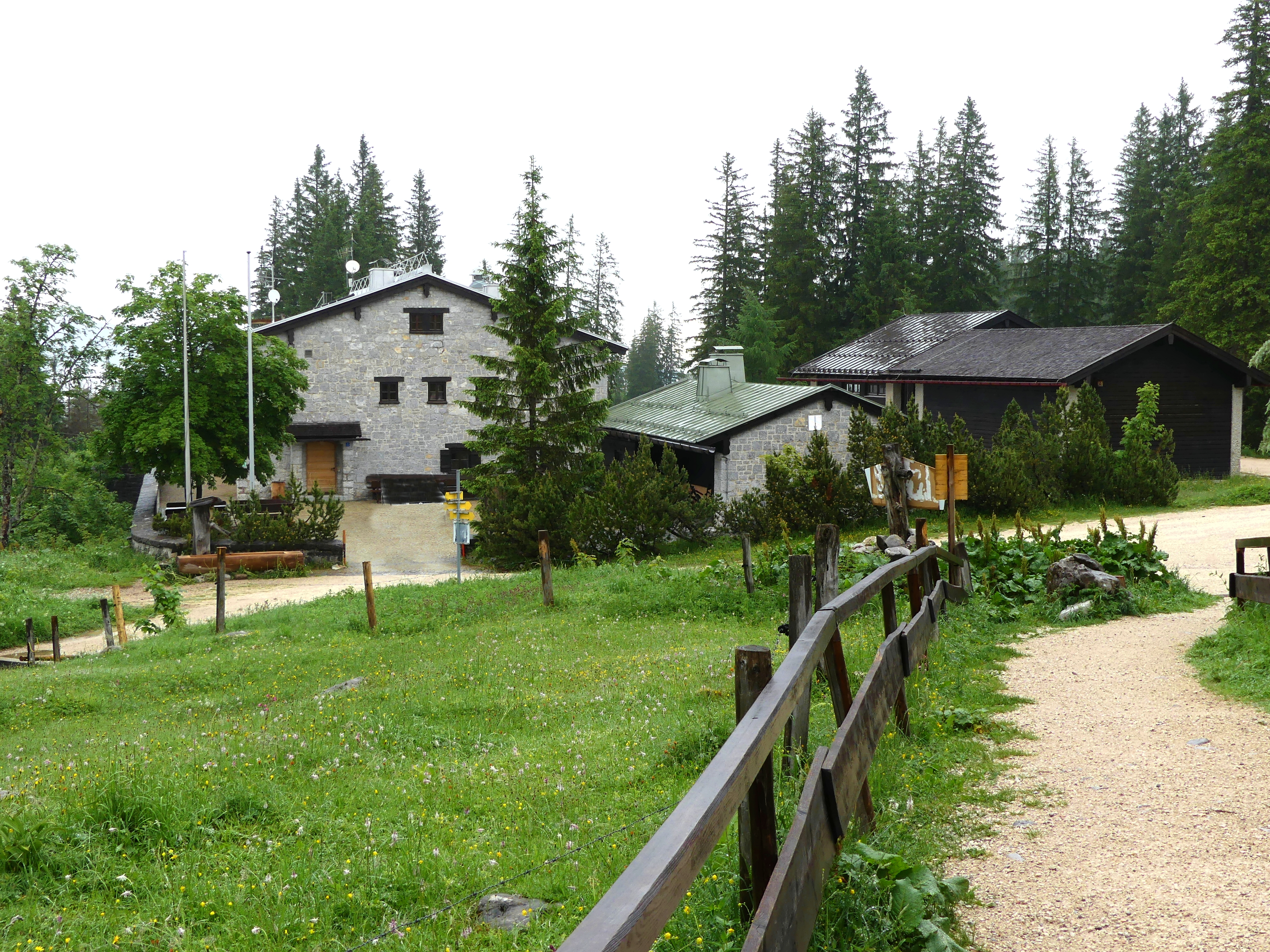
Trainingszentrum der Bundespolizei auf Kühroint

Das Bundespolizeitrainingszentrum Kührointhaus (BPOLTZK) ist ein Trainingszentrum der Bundespolizei auf der Kührointalm im Gebiet der Gemeinde Schönau am Königssee, direkt an der Grenze zu Ramsau bei Berchtesgaden am Fuße des Watzmanns. 

## Geographie
Das Objekt liegt in den Berchtesgadener Alpen am Fuß des Watzmann auf einer Höhe von 1420 m ü. NHN. Südlich liegt die Archenkanzel, östlich fällt das Gelände über 800 Höhenmeter schroff zum Königssee hin ab.

## Geschichte
Bereits in den 1810er Jahren wird die Kührointalm, die damals 5 Kaser umfasste, erwähnt.
1937 errichtete die deutsche Wehrmacht im Zuge der Aufrüstung am Rande der Almweidefläche für die Gebirgsausbildung das Kührointhaus als Gebirgsstützpunkt. Eine Kompanie konnte untergebracht werden und führte dort ihr Bergtraining durch. Die Almbewirtschaftung störte und die Almrechte wurden, soweit nicht Bereitschaft zur Ablösung oder zum Tausch bestand, enteignet. 1945 endete die Präsenz der Wehrmacht auf Kühroint.
Seit 1956 wird das Haus vom Bundesgrenzschutz (BGS), heute Bundespolizei, genutzt. Weiterhin fand am Standort die Gebirgsausbildung statt. 1972 kaufte der BGS die Anlage und baute das Gebäude für die eigenen Bedürfnisse um. Im Jahr 1979 wurde es zur eigenen Dienststelle und seit 1997 wandelte sich das Seminarangebot vom Bergtraining zu einem allgemeinen Trainingszentrum. 2001 wurde das Kührointhaus der Bundespolizeiakademie unterstellt und seitdem richtet sich das Angebot zunehmend an Führungskräfte. Die Seminarräume erhielten moderne Tagungstechnik, die Unterkünfte wurden modernisiert und dabei die Kapazität auf 54 Personen reduziert.
Die Ausstattung mit Seminartechnik auf der einen Seite sowie die Abgeschiedenheit des Berghauses auf der anderen Seite bieten günstige Rahmenbedingungen für die Durchführung von Seminaren und Veranstaltungen von in- und ausländischen Sicherheitsbehörden. Teilnehmer der Seminare sind vor allem Spezialkräfte, Führungskräfte und geschlossene Einheiten der Bundespolizei. Pro Jahr kommen etwa 2300 Seminarteilnehmer in das Kührointhaus. Die Bergausbildung spielt nur noch in den Seminaren der Spezialkräfte eine Rolle.
Im Jahr 2020 begannen Planungen zu einem Ausbau des Hauses und der Errichtung von Nebengebäuden. Neue Vorschriften erforderten einen geschützten Serverraum und eine neue Waffenkammer. Ergänzt werden sollten aber auch neue Büroräume und Garagen.´ Weil das Kührointhaus im Nationalpark Berchtesgaden liegt, haben 2022 sowohl die Nationalparkverwaltung wie die Naturschutzverbände (Bund Naturschutz, LBV, Verein zum Schutz der Bergwelt) Einsprüche erhoben. Die ursprüngliche Nutzung für das Gebirgstraining der Einsatzkräfte sei etabliert und auch im Nationalpark erwünscht, ein multifunktionales Seminarhaus mit Erweiterung des Bauvolumens um 30 % entspräche nicht dem Standort und würde abgelehnt.